# Huelga de Cananea
La Huelga de Cananea fue una huelga laboral en la mina de cobre de Cananea, Sonora, México contra la empresa "Cananea Consolidated Copper Company" (CCCC), propiedad de un estadounidense llamado William C. Greene. Inició el 1 de junio de 1906 y se dio por la explotación y la miseria que vivían los obreros, la injusticia y la desigualdad entre los trabajadores mexicanos y extranjeros donde "El desarrollo alcanzado en México no beneficiaba en nada al pueblo ni a los trabajadores". La huelga terminó el 5 de junio del mismo año.
Esta huelga fue uno de los antecedentes más grandes de la Revolución de 1910. A Cananea se le llama "Cuna de la Revolución" por ser sede de un suceso que da origen, en parte, a este movimiento. Da cambio a la historia del país y permite construir grandes instituciones, entre otras la Constitución de 1917 donde se incluyen los derechos sociales.
Otras poblaciones mexicanas que disputan a Cananea el título de "Cuna de la Revolución" son: Cuchillo Parado, 
municipio de Coyame, Chihuahua;  San Isidro, municipio de Guerrero, Chihuahua; Jiménez, Viesca, y San Pedro, las tres en Coahuila; Gómez Palacio, Durango; 
San Luis Potosí, y la ciudad de Puebla, donde fue asesinado Aquiles Serdán, el 18 de noviembre de 1910.
La guerra civil fue muy grande y ayudó a eliminar al porfirismo. Más adelante se dio un gran conflicto entre facciones donde poco a poco los grandes constructores del movimiento fueron muriendo asesinados: Emiliano Zapata, Venustiano Carranza, Pancho Villa,

## Antecedentes de la huelga de cananea
Al iniciar el siglo XX, la industria minera era la más importante en México, era desarrollada principalmente en el norte del país, cerca de la frontera con los Estados Unidos. Los propietarios de las zonas mineras era inversionistas extranjeros beneficiados por las políticas impulsadas por el régimen de Porfirio Díaz; por el contrario, los obreros mexicanos que operaban las minas vivían en condiciones de explotación y pobreza, con escasos o nulos derechos laborales.
Durante más de dos décadas, cualquier oposición al progreso y la paz del porfiriato era reprimida duramente, sin embargo al iniciar el nuevo siglo un grupo de opositores agrupados en torno al Club Liberal "Ponciano Arriaga" impulsado por Camilo Arriaga en San Luis Potosí y al periódico Regeneración impulsado por los hermanos Flores Magón en la Ciudad de México, no descansarían hasta derrocar la dictadura de Porfirio Díaz.
Ese grupo opositor, formado principalmente por intelectuales y periodistas , se había exiliado en los Estados Unidos a finales de 1903 a causa de la persecución política y la supresión de la libertad de prensa en México. En noviembre de 1904 reapareció el periódico Regeneración, primero en San Antonio, Texas, y luego se trasladó a San Luis, Misuri. Agrupados por Junta Organizadora del Partido Liberal Mexicano, los opositores a Díaz comenzaron a preparar la insurrección armada, tras considerar que ya no era posible transformar el sistema político mexicano por la vía legal como creían en 1901. 
En ese contexto llegaron a la mina de Cananea Enrique Bermúdez, Jośe López y Antonio de Pío Araujo, activistas del Partido Liberal Mexicano (PLM), con el fin de reforzar la agitación y propaganda en la organización de los obreros, ya que no bastaría con mejorar las condiciones laborales si persistía la dictadura. Con los obreros formaron un semanario llamado "El Centenario" pero cuando los "revoltosos" magonistas fueron detectados por los guardias de la mina y tuvieron que escapar, estos ya habían establecido contacto con Esteban Baca Calderón, Manuel M. Dieguez y Lázaro Gutiérrez de Lara que conformaron la organización secreta "Club Liberal de Cananea" ligada al PLM para preparar la revolución contra Porfirio Díaz.

## Rebelión minera
El 1 de junio, inicia la huelga de los trabajadores mineros de la Cananea Consolidated Copper Company, la cual pertenece al coronel estadounidense William C. Greene. El pliego petitorio que presentan los trabajadores es el siguiente: Destitución de un mayordomo, salario mínimo de cinco pesos diarios y jornada máxima de ocho horas, distribución de todas las plazas de la compañía en la proporción de 75% para los mexicanos aptos para ascender a posiciones superiores. —El presidente municipal de Cananea telegrafía al gobernador de Sonora, Rafael Izábal, para informarle que los huelguistas ascendían a 400 personas y pedían cinco pesos por ocho horas de trabajo y la expulsión de los capataces.
En 1906 Cananea tenía 22 000 habitantes, de los cuales 7560 trabajaban en las Cananea Consolidated Copper Company. De este total, 5360 eran mexicanos y 2200 extranjeros. Los mexicanos ganaban 3 pesos y los extranjeros 7 dólares. La relación de trabajo era discriminatoria, realizaban jornadas largas de trabajo en lugares insalubres, ocupaban los peores trabajos ya que los mejores eran de los estadounidenses.
El 1° de junio de 1906, más de 2000 trabajadores de origen mexicano en demanda de un salario equitativo al de sus compañeros mineros estadounidenses que también laboraban en la "Cananea Consolidated Copper Company", jornadas de trabajo más justas, presentaron las demandas. Entonces los mineros decidieron llamar a huelga, un acto nunca visto en la historia de México y que vendría a marcar un hito en la época Porfiriana. Los huelguistas portaban como símbolos la bandera de México y un estandarte con un billete de cinco pesos, cantidad demandada como salario mínimo.
El movimiento estaría encabezado por los trabajadores Juan José Ríos, Manuel M. Diéguez y Esteban Baca Calderón, quienes llamarían a sus compañeros mineros al cese de actividades laborales justo al momento de salir de las oficinas de negociación con la negativa de Greene.
Una vez iniciado el movimiento de huelga la masa de trabajadores se dirigía a protestar cuando al pasar a un costado de la maderería de la compañía se empezaron a oír las descargas de fusiles, los trabajadores estadounidenses tomaron armas y atentaron en contra de los huelguistas, en este acto murieron dos de los huelguistas y varios más resultarían heridos. En respuesta a esta agresión los mineros mexicanos atacaron con lo que disponían en el momento y a pedradas matarían a varios mineros estadounidenses, lo que desataría por completo la batalla entre mineros de las dos nacionalidades. Los trabajadores estadounidenses persiguieron a los mexicanos a lo largo del pueblo expulsándolos hacia la serranía de los alrededores, sin embargo en su camino los mexicanos lograron quemar cinco depósitos de madera, un depósito de semillas, otro de forrajes y el edificio de la maderería donde aquellos laboraban. 

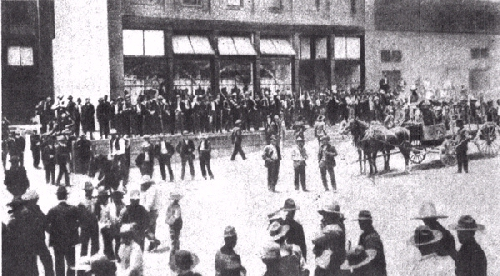
Tienda de raya custodiada por soldados estadounidenses durante la Huelga de Cananea en 1906.

En protesta por estos actos, Greene acudió al cónsul estadounidense, quien pidió apoyo al gobierno del vecino estado de Arizona, en respuesta a su petición se envió un grupo de Rangers para controlar la situación, así el 2 de junio estos entrarían armados a territorio mexicano para custodiar la tienda de raya y las instalaciones de la minera, perseguir y asesinar con el apoyo de la policía rural porfirista, a todo huelguista que opusiera resistencia. Los mineros acudieron al gobernador de Sonora para exponer sus demandas, pero en el trayecto fueron agredidos por los Rangers y se extendió el combate en el poblado; por la noche las tropas estadounidenses tuvieron que ser reembarcadas a su país. El 3 de junio se declaró Ley marcial en Cananea y el movimiento quedó casi controlado, los líderes mineros como Baca Calderón y otros integrantes del Partido Liberal Mexicano fueron aprehendidos y enviados a la prisión política de San Juan de Ulúa, el saldo que arrojaron las dos jornadas de lucha fue de 23 muertos y 22 heridos, más de 50 personas detenidas y cientos que huyeron por temor.
El 6 de junio las actividades mineras regresarían a su normalidad, los trabajadores fueron sometidos y la incompetencia del entonces gobernador de Sonora Rafael Izábal se dejó ver, sin embargo el primer destello de luz de la Revolución se había dado en un pequeño poblado al norte del Estado de Sonora.
A la huelga de Cananea la seguirían las insurrecciones que se prepararon para iniciar una Revolución social en México el 18 de septiembre de 1906, que fue descubierta y desactivada por la policía de Porfirio Díaz y detectives estadounidenses. El plan subversivo del Partido Liberal Mexicano, que incluía regresar a Cananea y unirse a los indios yaquis fue postergado.
Por la agitación obrera se presentó con ellos el presidente municipal Filverto Barroso y les planteó que nombraran a un representante de los huelguistas, el cual negociaría con la compañía.  Los representantes presentaron el pliego petitorio donde decían que a los mexicanos se les debería dar más importancia y una mejor organización y sueldo que el que ya estaba establecido. Entre sus demandas estaba el que se les pagara un peso más.

### Pliego petitorio de la Huelga de Cananea
El pliego petitorio presentado a la CCCC se justificaba diciendo que deseaban que se usara la inteligencia de los mexicanos y su organización. También se planteaba que a los mexicanos se les pagará un peso más. Al igual, debería haber consideraciones de orden superior, y que 8 horas eran suficientes para que su trabajo rindiera frutos.
1. Queda el pueblo obrero declarado en manifestación
2. El pueblo obrero se obliga a trabajar bajo las condiciones siguientes:
  1. La destitución del empleo del mayordomo Luis (nivel 19)
  2. El mínimo sueldo del obrero será de cinco pesos, con ocho horas de trabajo.
  3. En todos los trabajos de "Cananea Consolidated Copper Company.", se emplearán el 75% de mexicanos y el 25% de extranjeros, teniendo los primeros las mismas aptitudes que los segundos.
  4. Poner hombres al cuidado de las jaulas que tengan nobles sentimientos para evitar toda clase de irritación.
  5. Todo mexicano, en los trabajos de esta negociación, tendrá derecho al ascenso, según se lo permitan sus aptitudes

A este pliego, el presidente de la compañía William C. Greene respondió que le sorprendían los hechos, y que le parecía que todo estaba hecho solo por intereses personales y no por las necesidades de los obreros o por el bienestar de estos. Dijo igual que era imposible que se aumentara el sueldo, que las horas marcadas eran las que se debían constituir en un día ya que eso regía completamente con las condiciones bajo las cuales trabajaba el operario, y por último comentó que la designación de jefes debía ser escogidas estrictamente por la empresa para que dirigieran sus operaciones.
A esta respuesta, los trabajadores inconformes realizaron una manifestación que contaba con 1500 participantes y carteles con consignas de 5 pesos y muchos "¡viva México!".
A esto, la compañía ya estaba preparada para detener al movimiento. Con una manguera, George y William empaparon a los manifestantes. Los huelguistas entraron a la fuerza y recibieron los primeros balazos. En este combate cayeron 17 heridos y 10 muertos, de los cuales 8 eran mexicanos, así, los huelguistas se retiraron.
Las autoridades en respuesta a esto, formaron grupos paramilitares, y consiguieron un furgón de ferrocarril lleno de armas que venían desde Estados Unidos. Al principio solo buscaban calmar a los obreros, pero en cuanto alguien intervenía como orador era inmediatamente arrestado.
El 5 de junio detuvieron a los organizadores del movimiento y fueron sentenciados a 15 años de prisión y trabajos forzados, y en 1911 bajo el gobierno de Francisco Ignacio Madero fueron excarcelados.
Un mes después de la huelga el PLM fundó el Programa del Partido Liberal y manifestación a la nación, donde plantearon objetivos como:
- Educación laica
- Pago de buenos salarios al magisterio
- Limitación del clero
- Leyes de Reforma.

"En más deplorable situación que el trabajador industrial, se encuentra el jornalero de campo, verdadero siervo de los modernos señores feudales".

#### Conclusión
La huelga de Cananea fue una muestra de lo que la clase obrera podía llegar a hacer. Mostraba en sí, "su capacidad de auto-organización, su disposición de defender con decisión y coraje sus intereses de clase" La muerte de todos los obreros aquí no fue en vano, ya que esto solo fue algo considerado como condiciones que preparaban al país para la crisis revolucionaria y para el estallido de ésta.